# بانک میزان
بانک میزان (اردو:  میزان بینک) شرکت خدمات مالی و بانکداری پاکستانی است، که در سال ۲۰۰۲ تأسیس شد.